# Бадалукко
Бадалукко (італ. Badalucco, ліг. Bäuco) — муніципалітет в Італії, у регіоні Лігурія, провінція Імперія.
Бадалукко розташоване на відстані близько 440 км на північний захід від Рима, 105 км на південний захід від Генуї, 16 км на захід від Імперії.
Населення — 1157 осіб (2014).
Щорічний фестиваль відбувається 23 квітня. Покровитель — святий Юрій.

## Демографія
Населення за роками:

Станом на 1 січня 2023 року в муніципалітеті офіційно проживали 123 іноземці з 20 країн, серед них 62 громадяни країн Євросоюзу та 4 громадяни України.

## Сусідні муніципалітети
- Баярдо
- Черіана
- Дольчедо
- Моліні-ді-Трьора
- Монтальто-Лігуре
- Таджа